# Fons (Ardèche)
Fons – miejscowość i gmina we Francji, w regionie Owernia-Rodan-Alpy, w departamencie Ardèche.
Według danych na rok 1990 gminę zamieszkiwały 212 osoby, a gęstość zaludnienia wynosiła 53 osób/km² (wśród 2880 gmin regionu Rodan-Alpy Fons plasuje się na 1415. miejscu pod względem liczby ludności, natomiast pod względem powierzchni na miejscu 1587.).